# Идра (город)
И́дра (греч. Ύδρα) — малый город в Греции, на северном побережье острова Идра, при хорошей гавани, на берегу пролива Идра, отделяющего остров от полуострова Пелопоннес. Административный центр общины Идра в периферийной единице Острова в периферии Аттика. Население 1900 человек по переписи 2011 года.

## История
В исторический период, начавшейся Великой французской революцией, сделался важным, как один из значительнейших портов.
В 1749 году основана Национальная академия морской торговли как школа Святого Василия при одноимённой церкви. С 1930 года академия размещается в нынешнем здании, принадлежавшем судовладельцам Анастасиосу Цамадосу и Атанасиосу Кулурасу (Αθανάσιος Κουλούρας) и переданном государству исключительно для работы школы. Это здание было построено в 1780—1810 годах.
Четырёхэтажный дом адмирала Томбазиса с 1936 года по инициативе художника Периклиса Византиоса является филиалом Афинской школы изящных искусств, в нём жили студенты, чтобы рисовать. В 2021 году в дом Томбазиса перенесена выставка L'association HYam (Hydra for artists of the Mediterranean), организации, основанной парижской журналисткой Полиной Симонс (Pauline Simons), женой греческого художника Янниса Коттиса в 2014 году  для поддержки молодых художников из стран Средиземноморья.
В 1999 году художник Димитрис Андоницис (Δημήτρης Αντωνίτσης) основал выставочное пространство Hydra School Projects, которое много лет находилось в здании средней школы в доме адмирала Сахтуриса, а затем перенесено в Национальную академию морской торговли.

## Население
| Год  | Население, человек |
| ---- | ------------------ |
| 1991 | 2340               |
| 2001 | 2476               |
| 2011 | ↘ 1900             |